# Europejski Komisarz ds. zrównoważonego transportu i turystyki

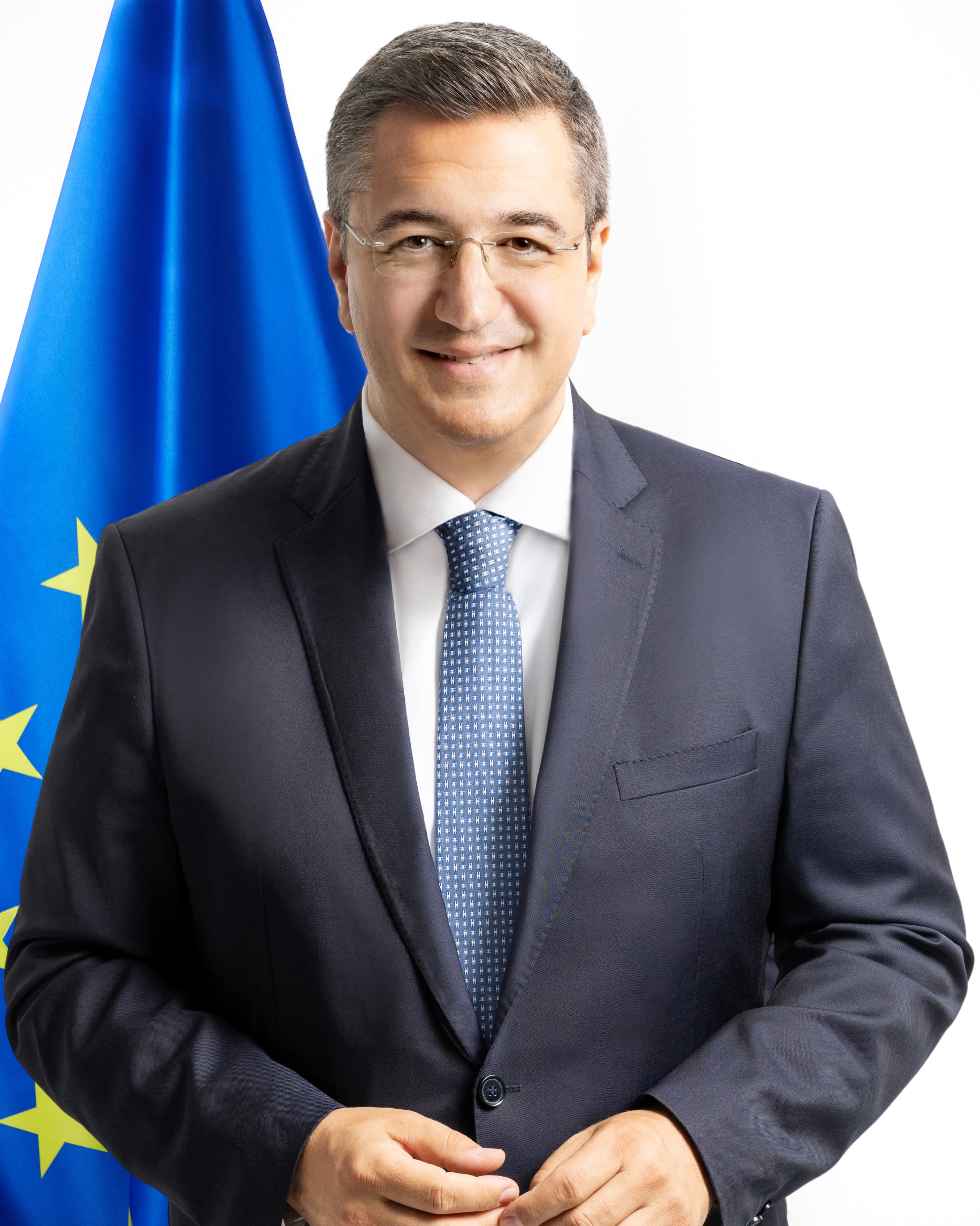
Europejski Komisarz ds. zrównoważonego transportu i turystyki - Apostolos Dzidzikostas

Europejski Komisarz ds. zrównoważonego transportu i turystyki – członek Komisji Europejskiej. Odgrywa kluczową rolę w kształtowaniu polityki transportowej i turystycznej Unii Europejskiej. Jego zadaniem jest wspieranie przemian w sektorach transportu i turystyki, by stały się one bardziej zrównoważone, konkurencyjne i odporne na przyszłe wyzwania. Odpowiada także za realizację celów związanych z zieloną transformacją transportu oraz rozwojem turystyki w Unii. Obecnym komisarzem jest Apostolos Dzidzikostas.

## Powstanie stanowiska
Stanowisko zostało powołane, by skoordynować działania na rzecz rozwoju transportu, który jest podstawą integracji wewnętrznej Unii oraz wspiera konkurencyjność europejskiej gospodarki. Ponadto, zapewnienie konkurencyjności oraz trwałości sektora turystyki jest niezbędne do utrzymania pozycji Unii jako czołowego kierunku turystycznego.

## Zakres obowiązków
Do głównych zadań Europejskiego Komisarza ds. zrównoważonego transportu i turystyki należy:
- zapewnienie zrównoważonego rozwoju transportu, poprawiając konkurencyjność sektora oraz jego odporność na przyszłe kryzysy,
- realizacja celów Zielonego Ładu, w tym wspieranie dekarbonizacji transportu, elektryfikacji oraz rozwoju infrastruktury ładowania,
- wspieranie rozwoju i konkurencyjności sektora turystyki, w tym w kontekście planu Agenda dla turystyki 2030,
- zwiększanie inwestycji w rozwój transportu, w tym poprawa sieci Trans-Europejskiego Transportu oraz wspieranie innowacji w transporcie, takich jak technologie Hyperloop,
- rozwijanie jednolitego rynku transportowego oraz promowanie współpracy między państwami członkowskimi w zakresie transportu,
- praca nad usprawnieniem mobilności w UE, w tym rozwoju infrastruktury kolejowej, a także rozwój cyfrowych rozwiązań w transporcie, takich jak platformy rezerwacji biletów,
- ochrona praw pasażerów oraz promowanie równości dostępu do transportu, zwłaszcza w obszarach wiejskich i słabiej rozwiniętych.

## Lista komisarzy
|    | Komisarz                 | Lata      | Komisja                   |
| -- | ------------------------ | --------- | ------------------------- |
| 1  | Michel Rasquin           | 1958      | Hallstein I               |
| 2  | Lambert Schaus           | 1958–1967 | Hallstein I, Hallstein II |
| 3  | Victor Bodson            | 1967–1970 | Rey                       |
| 4  | Albert Coppé             | 1970–1973 | Malfatti, Mansholt        |
| 5  | Carlo Scarascia-Mugnozza | 1973–1977 | Ortoli                    |
| 6  | Richard Burke            | 1977–1981 | Jenkins                   |
| 7  | Jorgos Kontojeorjis      | 1981–1985 | Thorn                     |
| 8  | Stanley Clinton Davis    | 1985–1989 | Delors I                  |
| 9  | Karel Van Miert          | 1989–1992 | Delors II                 |
| 10 | Abel Matutes             | 1992–1994 | Delors III                |
| 11 | Marcelino Oreja          | 1994–1995 | Delors III                |
| 12 | Neil Kinnock             | 1995–1999 | Santer, Marín             |
| 13 | Loyola de Palacio        | 1999–2004 | Prodi                     |
| 14 | Jacques Barrot           | 2004–2008 | Barroso I                 |
| 15 | Antonio Tajani           | 2008–2010 | Barroso I                 |
| 16 | Siim Kallas              | 2010–2014 | Barroso II                |
| 17 | Violeta Bulc             | 2014–2019 | Juncker                   |
| 18 | Adina Vălean             | 2019–2024 | von der Leyen I           |
| 19 | Apostolos Dzidzikostas   | od 2024   | von der Leyen II          |